# Hubert Birkenmeier
Hubert Birkenmeier (Hartheim am Rhein, 24 maggio 1949) è un ex calciatore tedesco naturalizzato statunitense, di ruolo portiere.

## Biografia
Negli anni successivi al suo approdo negli Stati Uniti ha gestito un negozio di abbigliamento sportivo nel New Jersey, cedendolo successivamente al compagno di squadra Andranik Eskandarian.

## Carriera
Fino al 1979 ha militato fra la Bundesliga e la 2. Bundesliga, prendendo parte rispettivamente a 50 e 111 incontri con le maglie TeBe Berlino e del Friburgo. Ingaggiato dai N.Y. Cosmos, vi militò fino alla chiusura della società nel 1985, totalizzando 169 presenze nella NASL e assumendone la guida tecnica durante l'ultima stagione disputata nei campionati professionistici. Concluse la carriera nel 1990, disputando le ultime stagioni in alcune squadre militanti nella MISL e della APSL.

## Palmarès
- Campionato NASL: 2

New York Cosmos: 1980, 1982